# Шуменски университет
Шуменският университет „Епископ Константин Преславски“ е държавен университет, висше училище в град Шумен, България. Основан е през 1971 г. Разполага с 5 факултета в гр. Шумен, 1 колеж в гр. Добрич и 1 департамент в гр. Варна.

## История
Шуменският университет е наследник на Плисковско-Преславската книжовна школа и носи името на епископ Константин Преславски – един от най-образованите и най-талантливите преки ученици на Кирил и Методий. Добре уредените шуменски възрожденски училища стават благоприятна основа непосредствено след Освобождението през 1879 г. тук да се открие първият педагогически курс, който през 1919 г. се преобразува в Педагогически институт за прогимназиални учители. През 1964 г. той става Факултет-филиал на Софийския университет. На неговата база през 1971 г. се открива Висш педагогически институт, който от 1995 г. прераства в Шуменски университет „Епископ Константин Преславски“.

## Университетска библиотека
Университетската библиотека разполага с богати фондове и модерни средства за тяхното ползване. Университетското издателство „Епископ Константин Преславски“ издава стотици томове специализирана учебна и научна литература.

## Сграден фонд
Шуменският университет има 5 учебни корпуса, 4 студентски общежития с над 1000 легла, спортни игрища, плувен басейн, фитнес зала, заведения за отдих и развлечение. Студентският съвет е в центъра на студентското самоуправление. Студентите имат възможност не само да се образоват в избраното от тях направление, но и да се включат в разнообразни аудиторни и извънаудиторни начинания и програми, които им дават възможност да се изявят според предпочитанията и способностите си в полето на науката, художественото творчество и спорта.

## Ректорско ръководство
Ректори
Ректори на университета през годините:
- проф. Александър Михайлов Витанов (1971 – 1979)[2]
- проф. Делчо Антов Каменов (1979 – 1983; 1987 – 1991)[3]
- проф. Тодор Апостолов Бояджиев (1983 – 1987)
- проф. дфмн Владимир Георгиев Шкодров (1991 – 1994)
- проф. Тотю Тотев (1996 – 2000)[4]
- проф. Добрин Начев Добрев (2002 – 2007)[5]
- проф. Маргарита Христова Георгиева (2007 – 2015)[6][7]
- проф. д.и.н. Георги Велков Колев (от 2015 – 2023)
- проф. д.н. Наталия Витанова (от 2023 – до момента)

Заместник-ректори
- доц. д-р Константин Трендафилов Константинов – Заместник-ректор по учебна и кандидатстудентска дейност
- доц. д-р Ирина Николова Иванова – Заместник-ректор по научноизследователска, художественотворческа и международна дейност. Институционален Еразъм+ координатор
- доц. д-р Станимир Кунчев Железов – Заместник-ректор по акредитация, оценяване и поддържане на качеството на обучението и на академичния състав, рейтинг на ШУ

## Факултети
| Факултет                             | Корпус | Година на основаване | Декан                                  | Длъжност на декан | Брой катедри | Брой преподаватели | Брой студенти |
| Факултет по природни науки           | 1      | 1971                 | проф. Цветеслава Иванова               | от 2020 г.        | 5            |                    |               |
| Факултет по хуманитарни науки        | 1      | 1971                 | доц. д-р Тодор Тодоров                 | от 2020 г.        | 8            |                    |               |
| Педагогически факултет               | 2      | 1984                 | доц. д-р Росица Михайлова              | от 2021 г.        | 7            |                    |               |
| Факултет по математика и информатика | 3      | 1971                 | проф. д-р Вежди Хасанов                | от 2017 г.        | 5            |                    |               |
| Факултет по технически науки         | 3      | 2004                 | проф. д-р инж. Христо Атанасов Христов | от 2020 г.        | 4            |                    |               |

## Кандидат-студенти
| Година | Кандидати | Прием | За място | Специалности |
| 2006   | 8454      | 1374  | 6.1      |              |
| 2019   |           | 1100  |          | 48           |

## Специалности

### Университета в Шумен
Хуманитарни науки
- Българска филология
- Английска филология
- Немска филология
- Руска филология
- Турска филология
- Приложна лингвистика
- История
- Археология
- Теология

Социални, стопански и правни науки
- Социални дейности
- Журналистика
- Връзки с обществеността
- Икономика
- Туризъм

Природни науки, математика и информатика
- Физика
- Астрономия
- Химия
- Екология и опазване на околната среда
- Математика
- Информатика

Технически науки
- Комуникационни и информационни системи
- Радиолокационна техника и технологии
- Сигнално-охранителни системи и технологии
- Геодезия
- Системи за сигурност
- Инженерна логистика

Аграрни науки
- Растителна защита

Педагогически науки
- Педагогика
- Предучилищна и начална училищна педагогика
- Начална училищна педагогика
- Начална училищна педагогика и чужд език
- Специална педагогика
- Социална педагогика
- Български език и история
- История и география
- Математика и информатика
- Биология и химия
- Биология и физика
- География и биология
- Химия и опазване на околната среда
- Музика
- Изобразително изкуство
- Техника и технологии

### Педагогическия колеж в Добрич
Колежът в Добрич е приемник на Института за детски и начални учители, създаден през 1972 година. В Колежа се обучават годишно около 400 студенти в 3 професионални направления по 5 актуални за българското висше образование специалности:
- Информатика и информационни технологии
- Начална училищна педагогика и информационни технологии
- Начална училищна педагогика и чужд език
- Предучилищна педагогика и чужд език

### ДИКПО във Варна
Департамента за информация, квалификация и продължаващо образование (ДИКПО) във Варна е приемник на бившия Институт за усъвършенстване на учителите. В департамента се повишава квалификацията на учители от България и чужбина и професионалната компетентност на педагогическите кадри.
Професионално-квалификационни степени (ПКС)
Придобиват се в последователност:
- Пета ПКС;
- Четвърта ПКС;
- Трета ПКС;
- Втора ПКС;
- Първа ПКС.

Курсове за педагогически специалисти
Подготвителни курсове за придобиване на ПКС за педагогически специалисти по всички специалности:
- Учителски колективи
- Управление на образованието
- Специална педагогика
- Предучилищно образование
- Начално образование
- Български език и литература
- Английски език (АЕ)
- Немски език (НЕ)
- Френски език (ФЕ)
- Руски език (РЕ)
- История
- Музика
- Изобразително изкуство
- Физическо възпитание и спорт
- Математика
- Информатика
- Физика
- Химия
- Биология
- География
- Туризъм
- Техника и технологии
- Теология
- Дистанционно обучение

Курсове за допълнителна професионална квалификация
- Учител
- Учител по английски език от V до VIII клас или в начален етап
- Учител по информатика и информационни технологии
- Учител по информационни технологии в начален етап
- Учител по математика
- Учител по физическо възпитание и спорт
- Чужд език в предучилищна възраст (АЕ, НЕ, ФЕ или РЕ)
- Предучилищна педагогика
- Начална педагогика
- Логопедия
- Технологии и предприемачество

Курсове за университетски преподаватели
- Целеполагане във висшето образование
- Стратегии за учебно мотивиране на студентите
- Модели на взаимоотношения между преподаватели и студенти
- Контрол и оценка на академичните постижения на студентите
- Съвременни инструменти за създаване на нелинейни презентации
- Създаване и провеждане на електронни тестове
- Използване на интерактивни информационни технологии в учебния процес
- Използване на интерактивна технология Енвижън – един компютър, много мишки
- Използване на интерактивна бяла дъска в обучението – технологични и методически насоки
- Компютърът в работата на университетския административен служител

Специализации
- Професионално-педагогически специализации (за придобиване на ІІІ ПКС)
- Специализации в конкретна научна област – Психология, Специална педагогика, Гражданско и интеркултурно образование, Мениджмънт на риска, Информационните технологии в обучението по математика V – XII клас

## Известни личности
Преподаватели
- Владимир Шкодров (1930 – 2010), астроном
- Тотю Тотев (1930 – 2015), археолог и медиевист
- Елена Георгиева (1930 – 2007), езиковед
- Петър Русев (р. 1931), математик
- Елка Константинова (р. 1932), филолог
- Красин Химирски (р. 1938), дипломат и поет
- Рашо Рашев (1943 – 2008), историк
- Спартак Паскалевски (р. 1947), художник и изкуствовед
- Николай Аретов (р. 1954), филолог
- Ивайло Савов (р. 1955), журналист
- Тони Тонев (1956 – 2009), агроном
- Гюнер Тахир (р. 1961), политик
- Лозанка Пейчева (~1962?), фолклорист и музиколог
- Иван Йорданов (1949 – 2021), историк

Студенти и докторанти
- Красимир Бачков (р. 1958), писател
- Йорданка Белева (р. 1977), писателка
- Димитър Миланов (р. 1947), поет
- Волен Сидеров (р. 1956), политик и теолог
- Гюнер Тахир (р. 1961), политик
- Емил Трифонов - Кембъла (1964 – 2007), телевизионен и радиоводещ
- Захари Карабашлиев (р. 1968) писател
- Иван Ненков (р. 1961) поет и текстописец
- Красимир Симеонов (р. 1967) поет
- Орлин Дянков (1967 – 1990) поет
- Стойчо Милков (р. 1991) специалист електротехника и електроника.